# ستاره‌ایان
ستاره‌ایان (به لاتین: Asteridae) یک نام گیاه‌شناسی منسوخ در رتبه زیررده است. ترکیب زیررده نیز متفاوت است. با این حال، طبق تعریف همیشه شامل خانواده کاسنیان (Compositae) می‌شود. در سیستم طبقه‌بندی مدرن APG IV، گل‌ستاره‌داران و خوش‌ستاره‌داران نام‌هایی برای کلادهایی با ترکیبی شبیه به «ستاره‌ایان» هستند.
یکی از سیستم‌های شناخته‌شده و تأثیرگذارتر که به‌طور رسمی زیررده «ستاره‌ایان» را به رسمیت شناخت، سیستم Cronquist بود که توسط گیاه‌شناس Arthur Cronquist ابداع شد که شامل راسته‌های زیر بود:
- گل‌سپاسی‌سانان
- بادنجان‌سانان
- نعناسانان Lamiales
- آب‌ستاره‌سانان
- بارهنگیان
- نعناسان Scrophulariales
- Campanulales
- Rubiales
- خواجه‌باشی‌سانان
- Calycerales
- میناسانان